# Wereldkampioenschappen zwemmen 2011 – 50 meter vlinderslag mannen
De 50 meter vlinderslag mannen op de wereldkampioenschappen zwemmen 2011 vond plaats op 24 juli, series en halve finales, en 25 juli  2011, finale. Omdat het zwembad waarin de wedstrijd gehouden werd 50 meter lang is, bestond de race uit één baantje. Na afloop van de series kwalificeerden de zestien snelste zwemmers zich voor de halve finales, de snelste acht uit de halve finales gingen door naar de finale. Regerend wereldkampioen was Milorad Čavić uit Servië.

## Podium
| Goud              | Goud | Zilver       | Zilver | Brons         | Brons |
| ----------------- | ---- | ------------ | ------ | ------------- | ----- |
| César Cielo Filho | BRA  | Matt Targett | AUS    | Geoff Huegill | AUS   |

## Records
Voorafgaand aan het toernooi waren dit het wereldrecord en het kampioenschapsrecord
| Wereldrecord         | Rafael Muñoz  | 22,43 | Málaga | 5 april 2009 |
| Kampioenschapsrecord | Milorad Čavić | 22,67 | Rome   | 27 juli 2009 |

## Uitslagen

### Series
| Rang | Naam                      | Land                           | Tijd  | Serie | Baan | Bijz. |
| ---- | ------------------------- | ------------------------------ | ----- | ----- | ---- | ----- |
| 1    | César Cielo Filho         | Brazilië                       | 23,26 | 7     | 4    | Q     |
| 2    | Geoff Huegill             | Australië                      | 23,27 | 6     | 4    | Q     |
| 3    | Florent Manaudou          | Frankrijk                      | 23,31 | 5     | 6    | Q     |
| 4    | Jason Dunford             | Kenia                          | 23,48 | 5     | 5    | Q     |
| 5    | Steffen Deibler           | Duitsland                      | 23,50 | 6     | 5    | Q     |
| 6    | Ivan Lenđer               | Servië                         | 23,51 | 7     | 7    | Q     |
| 7    | Konrad Czerniak           | Polen                          | 23,52 | 6     | 8    | Q     |
| 8    | Matt Targett              | Australië                      | 23,53 | 5     | 4    | Q     |
| 9    | Andrij Hovorov            | Oekraïne                       | 23,63 | 6     | 3    | Q     |
| 10   | Roland Schoeman           | Zuid-Afrika                    | 23,64 | 7     | 3    | Q     |
| 11   | François Heersbrandt      | België                         | 23,73 | 6     | 6    | Q     |
| 12   | Milorad Čavić             | Servië                         | 23,76 | 5     | 2    | Q     |
| 13   | Benjamin Hockin           | Paraguay                       | 23,82 | 7     | 8    | Q     |
| 14   | Frédérick Bousquet        | Frankrijk                      | 23,84 | 7     | 5    | Q     |
| 15   | Antony James              | Verenigd Koninkrijk            | 23,94 | 5     | 8    | Q     |
| 16   | Joeri Verlinden           | Nederland                      | 23,96 | 7     | 2    | ?     |
| 16   | Nikita Konovalov          | Rusland                        | 23,96 | 7     | 1    | ?     |
| 18   | Octavio Alesi             | Venezuela                      | 23,99 | 6     | 7    |       |
| 19   | Peter Mankoč              | Slovenië                       | 24,01 | 4     | 4    |       |
| 20   | Mario Todorović           | Kroatië                        | 24,05 | 7     | 6    |       |
| 21   | Yauheni Tsurkin           | Wit-Rusland                    | 24,09 | 5     | 1    |       |
| 22   | Yeugeniy Lazuka           | Azerbeidzjan                   | 24,14 | 4     | 2    |       |
| 23   | Marco Belotti             | Italië                         | 24,19 | 4     | 3    |       |
| 23   | Cullen Jones              | Verenigde Staten               | 24,19 | 5     | 3    |       |
| 25   | Ryan Pini                 | Papoea-Nieuw-Guinea            | 24,26 | 6     | 1    |       |
| 26   | Joseph Bartoch            | Canada                         | 24,29 | 4     | 1    |       |
| 27   | Zhou Jiawei               | China                          | 24,33 | 6     | 2    |       |
| 28   | Elvis Burrows             | Bahrein                        | 24,35 | 5     | 7    |       |
| 29   | Joshua McLeod             | Trinidad en Tobago             | 24,41 | 4     | 8    |       |
| 30   | Daniel Bell               | Nieuw-Zeeland                  | 24,43 | 4     | 5    |       |
| 31   | Michal Rubacek            | Tsjechië                       | 24,59 | 4     | 6    |       |
| 32   | Virdhaval Vikram Khade    | Indonesië                      | 24,65 | 4     | 7    |       |
| 33   | Marcelino Richaards       | Suriname                       | 25,36 | 3     | 6    |       |
| 34   | Serghei Golban            | Moldavië                       | 25,37 | 3     | 5    |       |
| 35   | Yellow Yeiyah             | Nigeria                        | 25,41 | 3     | 4    |       |
| 36   | Ifalemi Paea              | Tonga                          | 25,50 | 3     | 8    |       |
| 37   | Andrew Chetcuti           | Malta                          | 25,54 | 3     | 7    |       |
| 38   | Javier Hernandez          | Honduras                       | 26,05 | 2     | 4    |       |
| 39   | Joao Matias               | Angola                         | 26,06 | 3     | 2    |       |
| 40   | Obaid Al Jasmi            | Verenigde Arabische Emiraten   | 26,20 | 3     | 1    |       |
| 41   | Rami Anis                 | Syrië                          | 26,22 | 3     | 3    |       |
| 42   | Iohanad Dheyaa            | Irak                           | 27,51 | 1     | 3    |       |
| 43   | Mark Thompson             | Zambia                         | 28,90 | 2     | 5    |       |
| 44   | Mohamed Abdelrawf Mahmoud | Soedan                         | 29,02 | 1     | 1    |       |
| 45   | John Kamyuka              | Botswana                       | 29,03 | 2     | 3    |       |
| 46   | Conrad Gaira              | Oeganda                        | 29,36 | 2     | 2    |       |
| 47   | Fiseha Hailu              | Ethiopië                       | 29,58 | 2     | 6    |       |
| 48   | Khalid Ismaeel Alibaba    | Bahrein                        | 29,95 | 1     | 6    |       |
| 49   | Inayath Hassan            | Malediven                      | 30,03 | 1     | 4    |       |
| 50   | Tolga Akcayli             | Saint Vincent en de Grenadines | 30,05 | 2     | 7    |       |
| 51   | Dionisio Augustine II     | Micronesië                     | 30,59 | 1     | 2    |       |
| 52   | Alisher Chingizov         | Tadzjikistan                   | 30,64 | 2     | 1    |       |
| 53   | Wei Ching Maou            | Amerikaans-Samoa               | 31,29 | 2     | 8    |       |
| 54   | Kyle Zreibe               | Antigua en Barbuda             | 36,25 | 1     | 7    |       |
|      | Mamadou Soumare           | Mali                           |       | 1     | 8    | DSQ   |
|      | Amer Ali                  | Irak                           |       | 1     | 5    | DNS   |

#### Swim-off
| Rang | Naam             | Land      | Tijd  | Baan | Bijz. |
| ---- | ---------------- | --------- | ----- | ---- | ----- |
| 1    | Joeri Verlinden  | Nederland | 23,77 | 4    | Q     |
| 2    | Nikita Konovalov | Rusland   | 23,84 | 5    |       |

### Halve finales
| Rang | Naam                 | Land                | Tijd  | Serie | Baan | Bijz. |
| ---- | -------------------- | ------------------- | ----- | ----- | ---- | ----- |
| 1    | César Cielo Filho    | Brazilië            | 23,19 | 2     | 4    | Q     |
| 2    | Geoff Huegill        | Australië           | 23,26 | 1     | 4    | Q     |
| 3    | Florent Manaudou     | Frankrijk           | 23,32 | 2     | 5    | Q     |
| 4    | Jason Dunford        | Kenia               | 23,34 | 1     | 5    | Q     |
| 5    | Steffen Deibler      | Duitsland           | 23,39 | 2     | 3    | Q     |
| 5    | Andrij Hovorov       | Oekraïne            | 23,39 | 2     | 2    | Q     |
| 7    | Matt Targett         | Australië           | 23,41 | 1     | 6    | Q     |
| 8    | Frédérick Bousquet   | Frankrijk           | 23,42 | 1     | 1    | Q     |
| 9    | Roland Schoeman      | Zuid-Afrika         | 23,48 | 1     | 2    |       |
| 9    | Konrad Czerniak      | Polen               | 23,48 | 2     | 6    |       |
| 11   | Ivan Lenđer          | Servië              | 23,54 | 1     | 3    |       |
| 12   | Milorad Čavić        | Servië              | 23,59 | 1     | 7    |       |
| 13   | François Heersbrandt | België              | 23,68 | 2     | 7    |       |
| 14   | Joeri Verlinden      | Nederland           | 23,73 | 1     | 8    |       |
| 15   | Antony James         | Verenigd Koninkrijk | 23,74 | 2     | 8    |       |
| 16   | Benjamin Hockin      | Paraguay            | 23,95 | 2     | 1    |       |

### Finale
| Rang   | Naam               | Land      | Tijd  | Baan | Bijz. |
| ------ | ------------------ | --------- | ----- | ---- | ----- |
| Goud   | César Cielo Filho  | Brazilië  | 23,10 | 4    |       |
| Zilver | Matt Targett       | Australië | 23,28 | 1    |       |
| Brons  | Geoff Huegill      | Australië | 23,35 | 5    |       |
| 4      | Frédérick Bousquet | Frankrijk | 23,38 | 8    |       |
| 5      | Florent Manaudou   | Frankrijk | 23,49 | 3    |       |
| 6      | Steffen Deibler    | Duitsland | 23,55 | 2    |       |
| 7      | Jason Dunford      | Kenia     | 23,60 | 6    |       |
| 8      | Andrij Hovorov     | Oekraïne  | 23,64 | 7    |       |